# Carboautomatyka S.A.

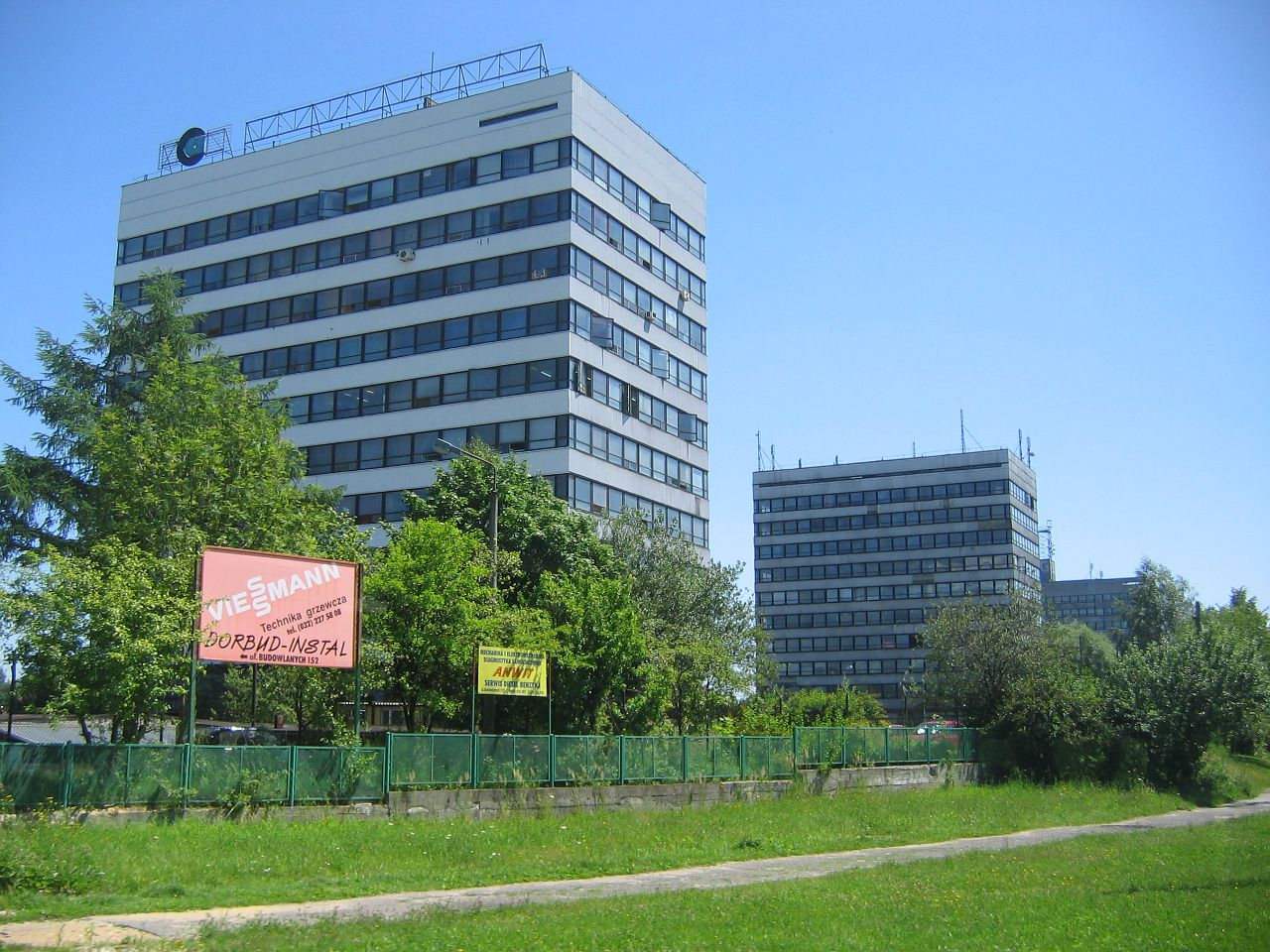
Будівлі «Карбоавтоматики»

КАРБОАВТОМАТИКА, АТ — Підприємство у Польщі з комплектації та монтажу автоматичних систем – живлення та автоматизація електричних приводів: перетворювачі частоти, тиристорні пускачі, живильні підстанції. Системи автоматики, моніторингу та візуалізації: комбайнів і обладнання, яке працює у лаві, конвеєрних ставів та інших гірничих машин, збагачувальних фабрик; безпека і моніторинг небезпеки, у тому числі: система газового контролю і газометричні прилади, система відеоконтролю, світильники. 
Carboautomatyka S.A. має 30-річний досвід роботи, має 320 співробітників, річний обсяг продажів складає 120 млн злотих. Провідне підприємство у цьому секторі економіки Польщі. Учасник спеціалізованих міжнародних виставок в Україні Вугілля/Майнінг.
Адреса: 43-100, Польща, Тихи, вул. Будовляних, 168, http://www.carbo.com.pl [Архівовано 15 березня 2014 у Wayback Machine.]